# مونتمانئو
مونتمانئو (به اسپانیایی: Montmaneu) یک منطقهٔ مسکونی در اسپانیا است که در آنیویا واقع شده‌است. مونتمانئو ۱۳٫۶ کیلومتر مربع مساحت دارد.